# The Hundred Pound Window
The Hundred Pound Window é um filme policial britânico de 1944, dirigido por Brian Desmond Hurst e estrelado por Anne Crawford, David Farrar, Frederick Leister e Richard Attenborough. O filme segue um contador que tem de ter um segundo emprego trabalhando em uma pista de corrida, onde logo confunde-se com uma multidão obscuro.

## Elenco
- Anne Crawford ... Joan Draper
- David Farrar ... George Graham

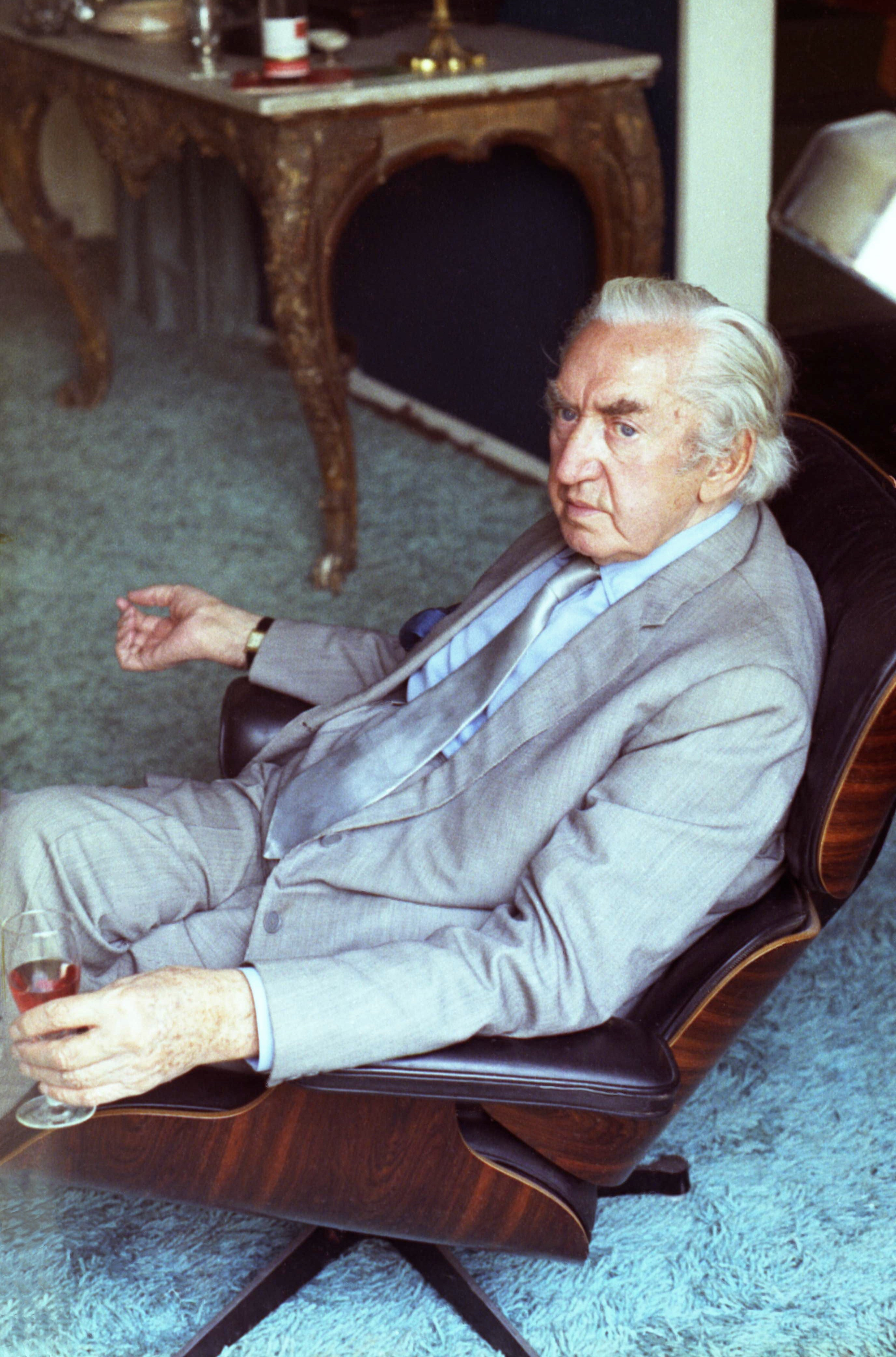
Brian Desmond Hurst, diretor

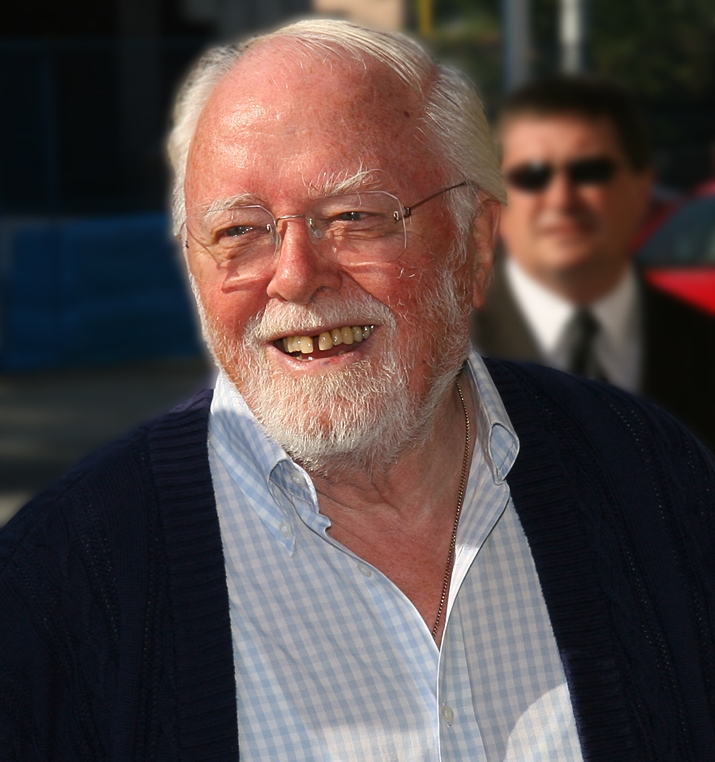
Richard Attenborough, ator

- Frederick Leister ... Ernest Draper
- Mary Clare ... Millie Draper
- Richard Attenborough ... Tommy Draper
- Niall MacGinnis
- David Hutcheson ... Steve Halligan
- Claud Allister ... Hon. Freddie
- Claude Bailey ... John D. Humphries
- Hazel Bray ... Cantor de cabaré
- Peter Gawthorne ... Van Rayden
- Anthony Hawtrey ... Evans
- David Horne ... Baldwin
- Francis Lister ... Capitão Johnson
- Ruby Miller ... Sra. Remington
- Brefni O'Rorke ... Kennedy
- John Salew ... Walker
- John Slater ... O'Neil
- C. Denier Warren ... Blodgett